# Muscle Shoals
Muscle Shoals est une agglomération du comté de Colbert, au nord-ouest de l'Alabama, aux États-Unis. Mais en musique, le nom « Muscle Shoals » évoque surtout les célèbres studios d'enregistrement spécialisés dans la musique soul qui y sont implantés.
L'agglomération comprend quatre villes : Florence, Sheffield, Tuscumbia et Muscle Shoals, et compte environ 70 000 habitants. Elle est proche des villes Memphis et Nashville dans le Tennessee.

## Étymologie
Il existe plusieurs explications quant à l’origine du nom de Muscle Shoals. La première est qu'il doit sa dénomination à une ancienne caractéristique naturelle de la rivière Tennessee, une zone peu profonde où les moules étaient nombreuses et où les colons étaient nommés Muscle Shoals (« bancs de moules »). Lorsque la région est colonisée pour la première fois, l'orthographe distincte moderne mussel pour désigner les coquillages n'a pas encore été adoptée localement. Les indiens Cherokees connaissaient cet endroit sous le nom de ᏓᎫᎾᏱ, « le lieu des palourdes ou des moules ».

## Histoire

### Premiers habitants et colonisation
La zone de Muscle Shoals, située le long des voies navigables de la rivière Tennessee, fait partie des terrains de chasse historiques des indiens Cherokees depuis au moins le début du XVIIIe siècle, sinon plus tôt. 
Après la Révolution, les attitudes des Cherokees à l'égard de la nouvelle république américaine sont divisées, à mesure que les colons empiètent de plus en plus sur leur territoire. Une faction anti-américaine, nommée les Chickamaugas en raison de leur implantation sur les rives du lac Chickamauga, se sépare des Cherokees plus conciliants et s'installe dans le centre-sud et le sud-est actuels du Tennessee. Ils revendiquent Muscle Shoals comme faisant partie de leur domaine. Lorsque les Anglo-Américains tentent de s'installer dans la région dans les années 1780 et 1790, les Chickamaugas leur résistent farouchement.
Les tribus Upper Creek, résidant dans ce qui est aujourd'hui le nord et le centre de l'Alabama, sont également mécontents de toute présence européenne ou euro-américaine dans la région. Un incident majeur se produit en 1790, lorsque le président américain George Washington envoie une expédition sous les ordres du major John Doughty pour tenter d'établir un fort et un poste de traite à Muscle Shoals. Cette expédition est presque anéantie par un groupe de Chickamaugas et Creeks envoyé pour la détruire, et l'administration abandonne le projet. Pendant ce temps, Francisco Luis Hector de Carondelet, gouverneur de la Louisiane espagnole, entame des pourparlers avec la confédération indienne pour y établir un fort en 1792.
Les colons anglo-américains du Tennessee continuent à lutter pour le contrôle de cette région. Le site est particulièrement désirable, car il contrôle l'accès aux terres de production de coton situées immédiatement au sud. En 1797, John Sevier, le premier gouverneur du Tennessee, se plaint à Andrew Jackson que « l'empêchement d'une colonie à Muscle Shoals ou à proximité est un préjudice manifeste causé à tout le pays occidental ». À la demande de Sevier, Jackson tente de persuader le Congrès et le président John Adams de financer une nouvelle expédition pour prendre le contrôle du site, mais en vain.
Les autorités américaines prennent finalement le contrôle de la région à la suite de l'invasion américaine du pays Creek pendant la guerre de 1812. Jackson et le général John Coffee obtiennent par traité la cession des terres des Cherokee et des Creeks (qui continuent pourtant à en revendiquer la possession), sans autorisation du gouvernement fédéral. Le secrétaire à la Guerre William H. Crawford refuse de reconnaître cette cession et reconfirme la propriété des Cherokee, conduisant à une inimitié personnelle entre lui et Jackson. La lutte politique pour les terres est finalement remportée par Jackson et ses partisans, qui obtiennent l'adoption au Congrès de l'Indian Removal Act en 1830. Lorsque Jackson, en tant que président, met en œuvre la politique d'expulsion des Indiens, le Muscle Shoals est utilisé comme site à partir duquel exiler l'Upper Creek vers le territoire indien (aujourd'hui l'Oklahoma).

### Projet de barrage hydroélectrique
Pendant la Première Guerre mondiale, le président Wilson autorise la construction d'un barrage sur la rivière Tennessee, juste en aval de Muscle Shoals, pour alimenter les usines de production de nitrate pour la fabrication de munitions. Les ingénieurs estiment le coût de réalisation du projet initié par le Département de la Guerre des États-Unis à 40 millions de dollars (
680 millions actuels). À cette époque, les projets publics sont financés soit par une augmentation des impôts – ce que le Congrès des États-Unis n’est pas disposé à faire – soit par l’émission d’obligations. Pour le projet de Muscle Shoals, la proposition porte sur des obligations sur 30 ans à un taux d'intérêt de 4%. La première usine commence à produire des nitrates deux semaines après l’armistice, mais le barrage n'est achevé qu’en 1924.
Pendant ce temps, en 1922, le constructeur automobile et industriel du Michigan Henry Ford tente d'acheter les usines de nitrate et propose de louer le barrage hydroélectrique inachevé. Ford et son ami et collègue inventeur Thomas Edison sont réticents à l'idée que le gouvernement américain doive payer 48 millions $ d'intérêts en plus des 40 millions $ empruntés, le tout pour un projet qui profite au public (l'argument donné étant que le barrage hydroélectrique et les usines d'engrais qui l'accompagneront créeront des emplois et revitaliseront la région). En réponse à l'émission d'obligations, Edison fait remarquer : « Chaque fois que nous souhaitons accroître la richesse nationale, nous sommes obligés d'augmenter la dette nationale ». Edison et Ford espèrent qu'un nouveau système monétaire pourra être créé dans lequel les billets d'un dollar seront délivrés directement aux ouvriers et aux fabricants, l'argent étant garanti par les richesses qu'ils produisent plutôt que par l'or et l'argent détenus dans les coffres-forts des banques. Le Congrès rejette finalement l'idée de Ford.
Le projet de développement régional basé sur l’énergie hydroélectrique stagne jusqu’à la Grande Dépression. En 1933, l'administration du président Franklin D. Roosevelt créée la Tennessee Valley Authority pour construire les infrastructures nécessaires et installer un réseau électrique dans cette zone rurale, en utilisant l'électricité nouvellement produite par le complexe du barrage.

## Musique

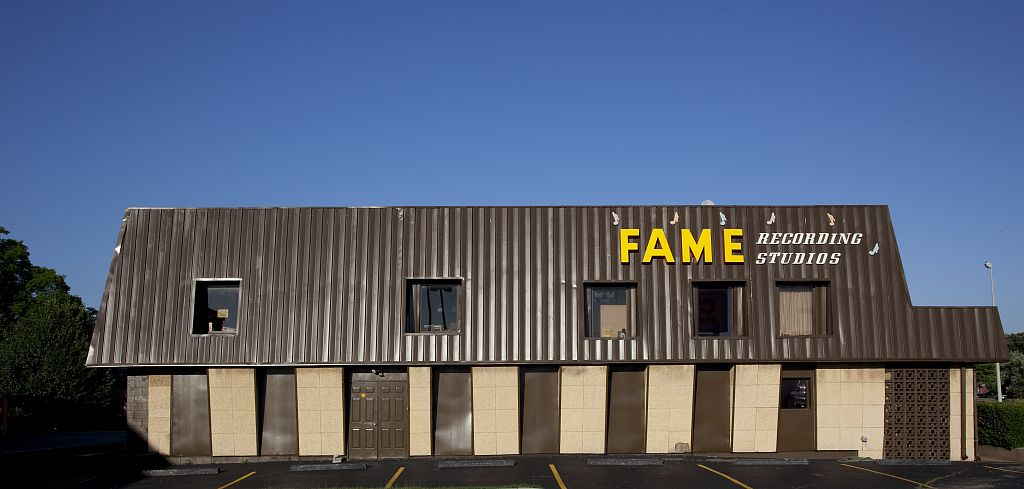
Studios d'enregistrement FAME à Muscle Shoals (photographie de Carol M. Highsmith)

Le « père du blues » W. C. Handy et le producteur Sam Phillips sont nés à Florence, mais en sont vite parti pour s'installer à Memphis. Jusqu'aux années 1950, la scène musicale est quasi inexistante à Muscle Shoals.
Au début des années 1960, Rick Hall monte un studio d'enregistrement pour son label FAME. Il rencontre le succès avec You better Move On d'Arthur Alexander en 1961, et surtout avec When A Man Loves A Woman de Percy Sledge en 1966. À partir de ce moment, les plus grandes maisons de disques comme Atlantic, Chess ou Capitol enverront les stars de la musique noire enregistrer dans le mythique studio, notamment Wilson Pickett ou Aretha Franklin.
En 1969, les musiciens de Fame, baptisés The Swampers, montent un studio concurrent appelé M.S.S.S. (Muscle Shoals Sound studio). Ils s'assurent le concours d'Atlantic et de Stax, et s'ouvrent à un répertoire musical plus étendu, avec des artistes tels que les Rolling Stones, Simon & Garfunkel, Bob Dylan, Carlos Santana, etc.
De son côté, Rick Hall signe un contrat avec M.G.M. et est sacré « producteur de l'année 1971 » par Billboard Magazine. D'autres studios voient le jour à Muscle Shoals, parmi lesquels Wishbone, Widget Sound Studio et Music Hill.
À partir des années 1980, avec le départ des Swampers, la renommée de Muscle Shoals diminue, sans toutefois disparaître complètement, car certains musiciens lui sont restés fidèles.
Parmi les artistes français ayant enregistré à Muscle Shoals, on notera Eddy Mitchell pour 2 de ses albums, De Londres à Memphis en 1967, et  Rio Grande en 1993.

## Démographie
| 1930 | 1940  | 1950  | 1960  | 1970  | 1980  |
| ---- | ----- | ----- | ----- | ----- | ----- |
| 719  | 1 113 | 1 937 | 4 084 | 6 907 | 8 911 |

| 1990  | 2000   | 2010   | - | - | - |
| ----- | ------ | ------ | - | - | - |
| 9 611 | 11 924 | 13 146 | - | - | - |